# Tomašići
Tomašići, hrvatska plemićka obitelj, odvjetak su hrvatskoga praplemstva Mogorovića. Nosili su pridjevak de Belay, prema svom sjedištu, utvrdi Belaj kraj Karlovca, a povremeno i de Korana.

## Povijest obitelji
Kao pripadnici roda Mogorovića, kojih je postojbina nekoć bila porječje rijeke Like pod Velebitom, spominju se još 1503. godine spominje ("Tomaš Tomašić od plemena Mogorovića"). Jedan ogranak obitelji doselio se u porječje donje Korane u nekadašnju goričku županiju, gdje su podigli utvrđeni grad Belaj, prema kojem su prozvani "de Korana, Belaj et Gorica".
Godine 1476. spominje se magister Stjepan, kao zastupnik upravitelja topuske opatije te 1481. kao dvorjanik demeškoga prepošta. Tada mu je hrvatsko-ugarski kralj Matija Korvin izdao darovnicu za posjede kraj rijeke Kupe i Korane (Pećnik, Koranu, Strelče, Bukovicu, Rečicu, Gradnu i Dubravu). Zbog osmanske najezde pripadnici obitelji raselili su se diljem hrvatskih zemalja. Godine 1526. kod izbora austrijskoga nadvojvode Ferdinanda Habsburgovca za hrvatskog kralja na saboru u Cetinu, bješe prisutan i jedan Tomašić.[nedostaje izvor] U 16. stoljeću živio je i franjevački redovnik Ivan Tomašić (umro poslije 1562.), koji je napisao kroniku o hrvatskoj povijesti do svoga vremena. 
Dobrza učestaše neprilike i sukobi s njemačkim krajiškim časnicima i generalima u tolikoj mjeri, te se neki od Tomašića nadjoše ponukanima, da se presele bliže Karlovcu, a neki opet na Primorje. Među njima bio je i Matija Tomašić, koji je pod kraj 17. stoljeća ostavio Belaj te se nastanio u Kastvu, gdje se oženio i onda preselio u Opatiju. Od njegovih potomaka jedni su potom boravili na Rijeci, a drugi opet zbog ženidbenih veza dospješe u Pokupje, gdje su stekli posjed Žakanje kraj Ribnika. Od ovih se jedni istakoše kao poduzetni i promoćurni pomorski trgovci,  a drugi kao hrabri i smioni vojnici časnici, naročito general i guverner Dalmacije Franjo Ksaver Tomašić (1761-1831.), koji je stekao i barunski naslov (1808.), ali je taj s njime, jer nije imao djece, i utrnuo. Djed Nikole Tomašića, Josip, rodio se na Rijeci, no poslije se preseli kao vlastelin u Žakanje (1824.), te uze kao plemić igrati vidniju ulogu u političkom životu zagrebačke županije, i to na strani Josipovićevoj i drugih madžarona. Po njegovoj smrti (1845.) stao se i sin njegov Petar isticati kao žestok protivnik Ilira, pače ban Jelačić je i njega proskribirao, tako da je kroz deset mjeseci god. 1848. – 1849.  morao boraviti u Ugarskoj kao bjegunac, no inače bijaše zbog bolesti sasvim pasivan. Kad se opet povratio u Hrvatsku, uđe u zemaljsku službu, u kojoj onda postade 1862. prisjednik banskoga stola. Za banovanja baruna Levina Raucha, svoga mladenačkoga stranačkoga druga, bješe Petar Tomašić izabran u ozaljskom kotaru narodnim zastupnikom (1868. – 1870.), te je ujedno i poslan na zajednički sabor u Budimpeštu; on je dakle sudjelovao kao unionist kod stvaranja hrvatsko-ugarske nagodbe. God. 1870. imenovan je prisjednikom stola sedmorice te je kao takav i umro u Zagrebu 1876. Oženjen bješe Emilijom Šufflayevom, kćerkom vlastelina u Brlogu (nedaleko Žakanja) Filipa Šufflaya, člana poznate unionističke obitelji 19. stoljeća, koja umre nekoliko mjeseci prije njega još iste godine 1876.
Nikola Tomašić bio je hrvatskim banom od 1910. do 1912.

## Vanjske poveznice
- Tomašić Hrvatska enciklopedija